# Општина Јеуд (Марамуреш)
Јеуд (рум. Ieud) општина је у Румунији у округу Марамуреш.
Oпштина се налази на надморској висини од 425 m.